# Francisco José Monagas
Francisco José Monagas (Tócome, Petare, Estado Miranda, 1747-Maturín, Estado Monagas, diciembre de 1814) fue un hacendado venezolano; padre de José Tadeo y José Gregorio Monagas, ambos presidentes del Estado de Venezuela.

## Biografía
Sus padres fueron Bartolomé Monagas de León, un alférez nativo de Canarias, y María Ignacia Fernández de León, prima de Bartolomé. Estuvo casado con Perfecta Burgos Villasana, natural de San Carlos y con quien tuvo los siguientes hijos:
- María Celestina
- María Eufemia
- José Tadeo
- José Gregorio
- María de los Reyes
- Antonio Gerardo
- Francisco José
- María Rosaura
- José Baltazar
- Pacífico
- Petronila Antonia

Desde joven se había mudado a los llanos cercanos a Maturín donde comenzó a ocupar tierras y a crear hatos de ganado. Desde 1810 él y sus hijos apoyaron el proceso independentista de Venezuela. Murió asesinado en Maturín en diciembre de 1814 cuando las tropas del general español Francisco Tomás Morales ocuparon el lugar. Eduardo Blanco narró en el capítulo Maturín (1814) de su novela Venezuela Heroica que Francisco José se había negado a escapar de Maturín en un caballo ofrecido por su hijo José Tadeo;  más bien le dijo a su hijo que se salvara él por ser más útil a la causa independentista. 
El mismo José Tadeo informó la muerte de su padre en una carta: 

Entró el enemigo a la plaza degollando a todo el que cogía, fuera grande o chico, hombre o mujer, entre los cuales cayó mi padre!
(José Tadeo Monagas)

## Suerte de la familia Monagas – Burgos
Petronila Antonia y María Rosaura fallecieron asesinadas el mismo día que su padre; mientras que María Celestina fue herida con un machete, pero logró salvarse de la matanza. 
Francisco José Monagas Burgos tuvo un papel destacado en la guerra de independencia de Venezuela y alcanzó el grado de coronel. Murió en San Joaquín de Anzoátegui en 1860.

## Origen del apellido Monagas
Al parecer la familia Monagas proviene de la Puebla de Monagas, ubicado en el municipio español de Valleseco de la isla de la Gran Canaria. La palabra Monagas viene del latín monicus o monachus que significa monje, ermitaño o persona solitaria que vive en un monasterio.